# 더블데크 항공기
더블데크 항공기(Double-deck aircraft)는 항공기 전체를 2층형 구조로 이루어지는 항공기이다. 주요 기종으로는 에어버스 A380, 보잉 747 등이 대표적인 항공기 기종으로 분류된다. 복층형 항공기로도 지칭되고 있다.

## 주요 기종

### 현존 기종
- 현존하고 있는 항공기 기종

1. 에어버스 A380
2. 보잉 747

### 구상 기종
- 개발 계획이 있거나 취소된 기종

1. 맥도넬더글러스 MD-12
2. 수호이 KR-860
3. 투폴레프 Tu-404

### 화물 기종
- 화물기 전용 더블데크 기종

1. 안토노프 An-124
2. 안토노프 An-225

### 유사 기종
- 기타 기종

1. 보잉 377
2. 광폭동체 항공기

## 같이 보기
- 협폭동체 항공기
- 광폭동체 항공기